# 장평초등학교 (전남)
장평초등학교는 대한민국 전라남도 장흥군에 있는 공립 초등학교이다.

## 학교 연혁
- 1918년 3월 20일 장평공립보통학교 개교
- 1933년 5월 24일 부설 임리간이학교 개교
- 1953년 11월 6일 장평국민학교로 개칭
- 1994년 3월 1일 우산분교장(장평북초등학교) 통합
- 1994년 3월 1일 임리분교장 편입
- 1996년 3월 1일 장평초등학교로 개칭
- 1996년 3월 1일 청룡분교장 통합
- 2004년 3월 1일 임리분교장(장평동초등학교) 통합

## 참고 자료
- 장평초등학교 - 한국교육학술정보원 학교알리미